# Llibre d'oracions Rothschild

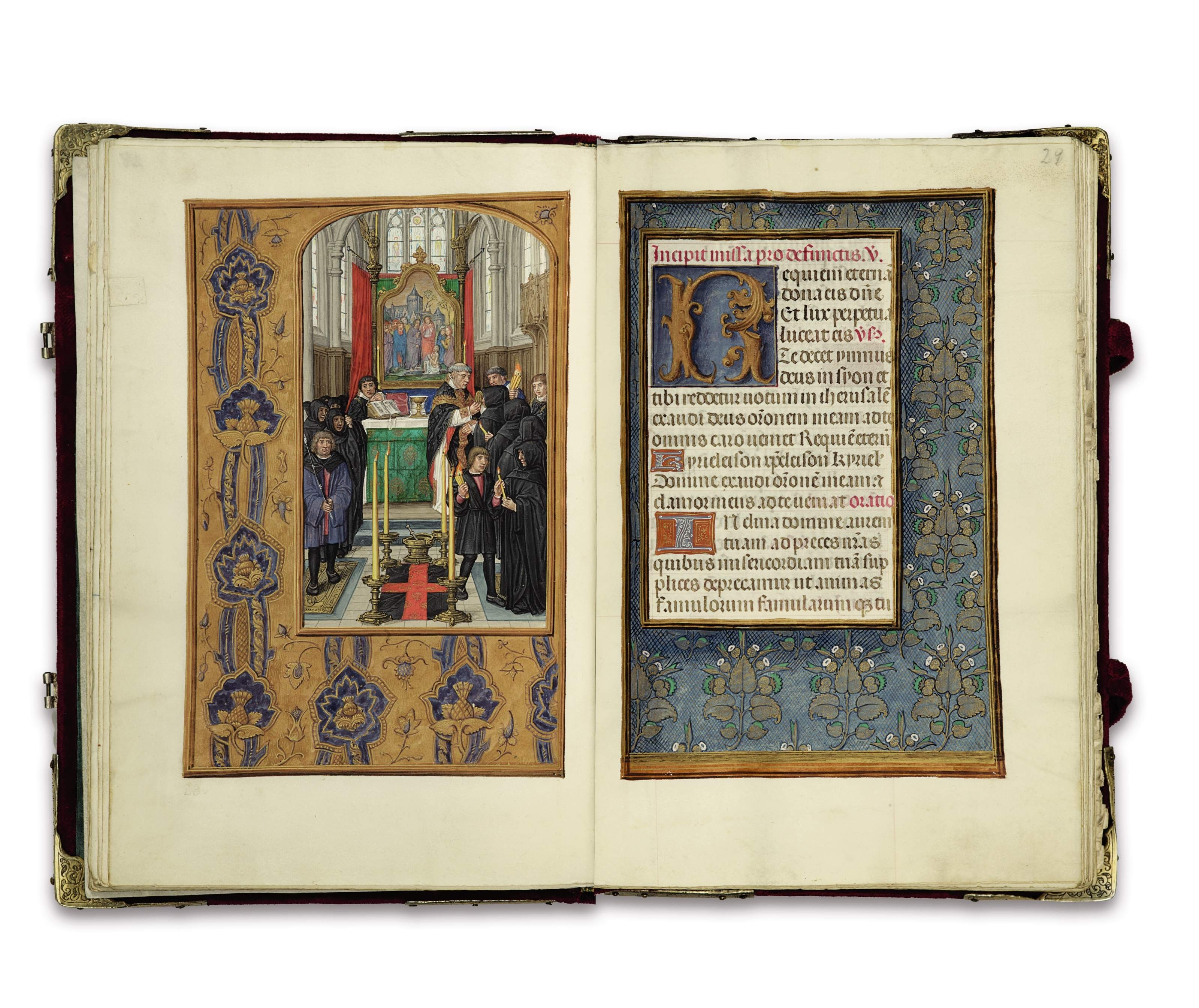
Obertura del llibre d'oracions de Rothschild; a l'esquerra apareix una Missa de Rèquiem. Les vores representen riques sedes de manera il·lusionista.

El Llibre d'oracions Rothschild o Llibre d'hores Rothschild (ambdós títols s'utilitzen per a altres llibres), és un important llibre d'hores manuscrit il·luminat flamenc, compilat al voltant de l'any 1500–20 per diversos artistes.
Té 254 folis, amb una mida de pàgina de 228 × 160 mm. Va ser una vegada a la Biblioteca Nacional Austríaca de Viena com a Codex Vindobonensis SN 2844. Des de la seva venda el 1999 ha mantingut el preu rècord mundial a la subhasta d'un manuscrit il·luminat. El 2014 va ser comprat per l'empresari australià Kerry Stokes a Christie's New York i està exposat a la Biblioteca Nacional d'Austràlia.

## Il·luminacions

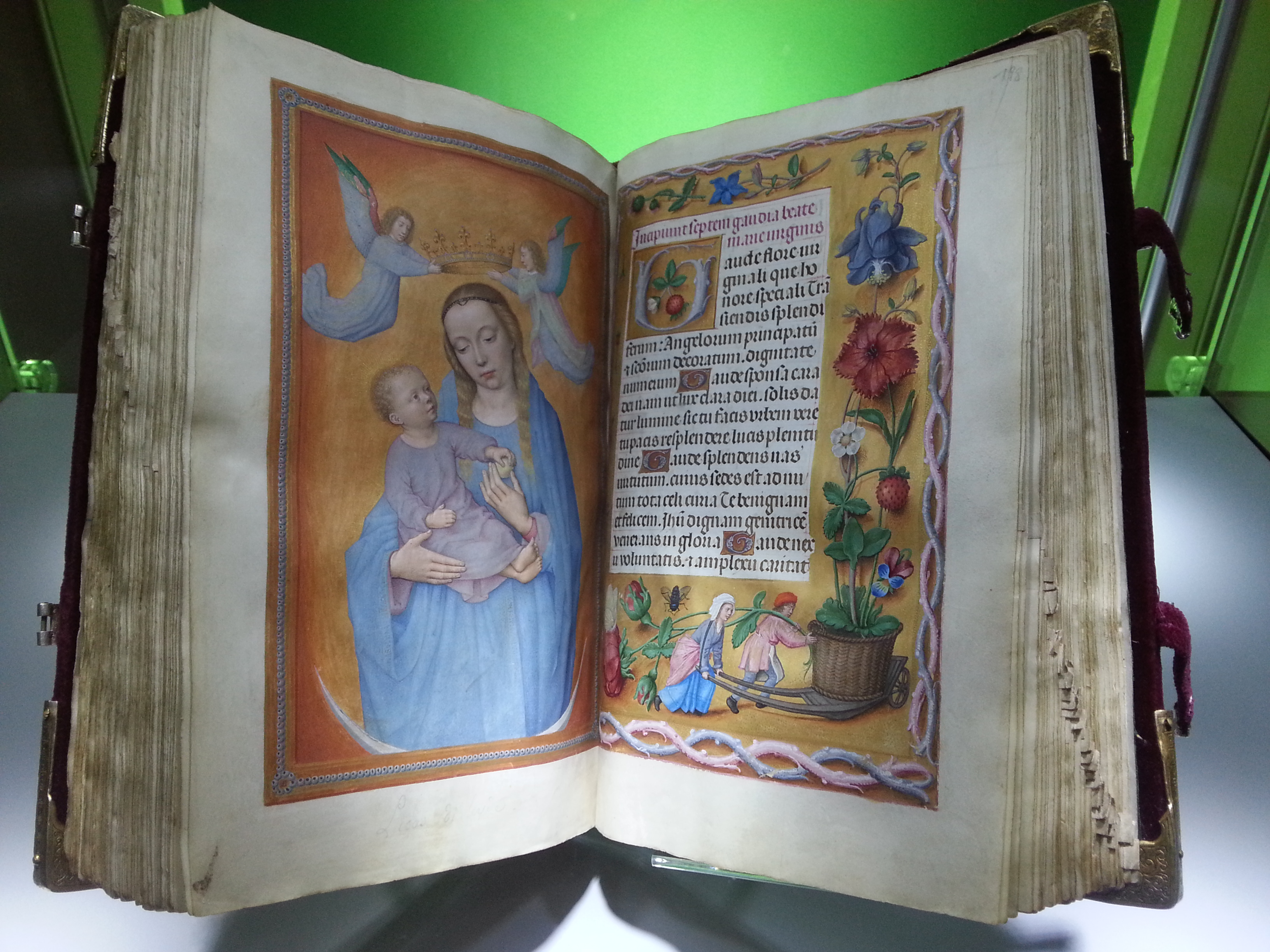
Llibre d'oracions Rothschild, mostrant dues pàgines obertes

Conté el treball de diversos miniaturistes destacats de la floració final de l'escola Gant - Bruges d'il·luminació flamenca, que també van col·laborar en el Breviari Grimani, les Hores de Spinola (Malibu) i altres manuscrits importants d'aquests anys. La majoria de les seixanta-set grans miniatures són del "Mestre del Primer llibre d'oracions de Maximilià", un artista més antic, i Gerard Horenbout o el Mestre de Jaume IV d'Escòcia (són aquests dos noms probablement per al mateix artista). Altres miniatures són de Gerard David, més conegut com a pintor de taulers, o alumne que treballa al seu estil, amb dues miniatures de Simon Bening, i altres treballs d'altres mestres.

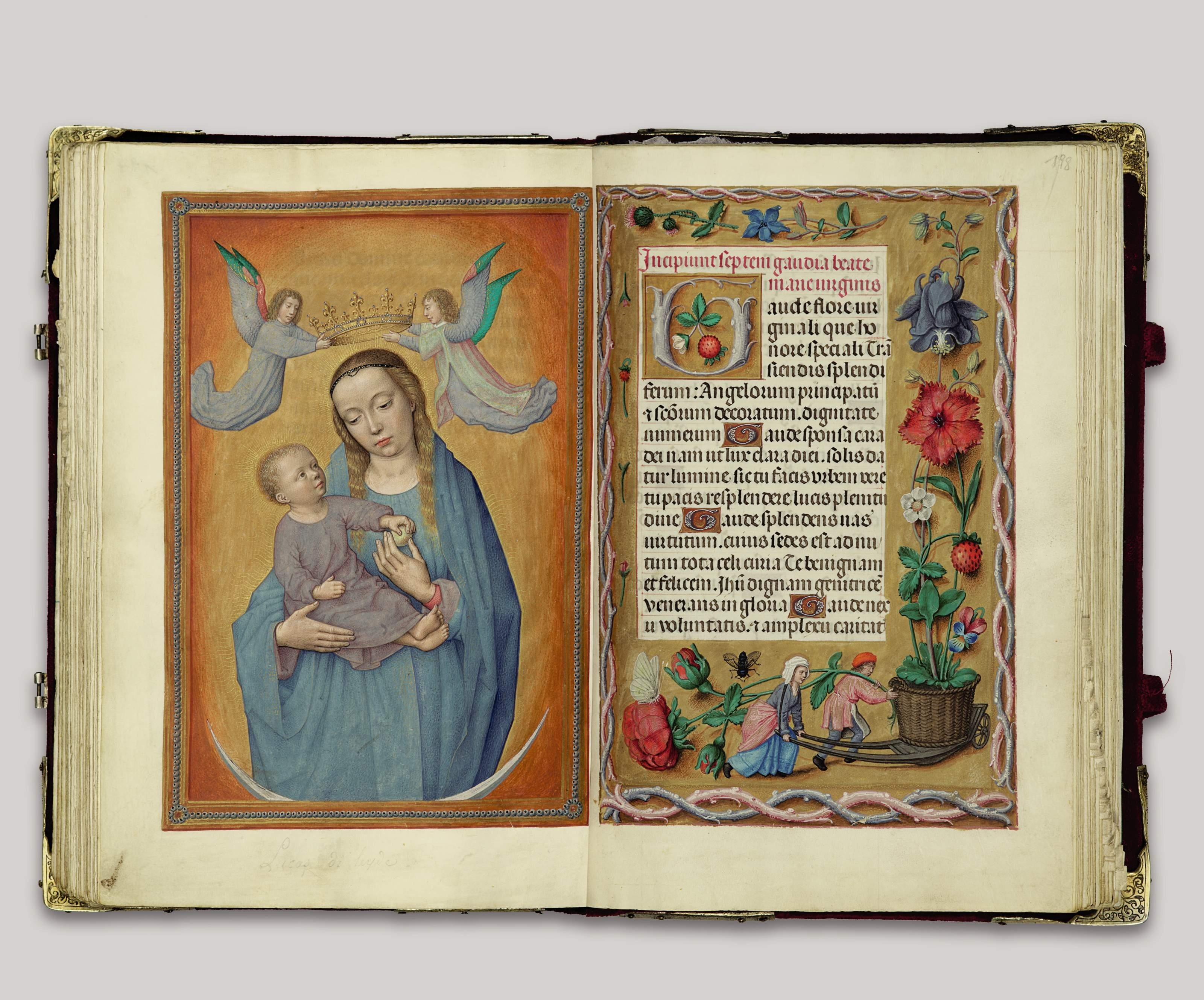
Verge i Nen en una Lluna Creixent, f.197v. Acceptat com per Gerard David, una de les poques miniatures que se li atribueixen.

Hi ha sanefes amples, moltes amb flors i altres objectes i garrotes, i un altre grup amb imitacions en trompe-l'œil de bronzes. Altres sanefes emmarquen la miniatura amb traceria de fusta pintada il·lusionistament. Algunes pàgines segueixen la moda de mostrar una escena com una inserció emmarcada dins d'una altra més gran, En total 140 pàgines, més de la meitat de tot el llibre, tenen una decoració significativa fora del text. El calendari té escenes dels Treballs dels Mesos a la part inferior de les pàgines. Com amb altres manuscrits molt profusament il·luminats, probablement es va treballar durant un llarg període.

## Història
La història primerenca del llibre és obscura, i l'amo primigeni és desconegut, encara que ell o ella clarament haurien estat una persona molt rica. Això és una característica compartida per diversos manuscrits importants de l'època tardana de l'escola de Ghent-Bruges, on típicament l'heràldica i retrats dels amos de la majoria de manuscrits de luxe no són coneguts.
El contingut del llibre, que compta amb textos i pregàries extra massives més enllà dels que normalment es troben en el llibre d'hores, conté elements distintius que el relacionen amb la Chartreuse des Dunes, prop de Bruges. Cap a l'any 1500, el llibre d'hores imprès havia substituït en gran part els manuscrits, excepte els llibres de luxe com aquest, que estaven restringits a la noblesa i la reialesa superiors. El manuscrit va pertànyer a la família príncep Wittelsbach al segle xvi, i després a la biblioteca dels comtes palatins de Heidelberg, deixant aquesta col·lecció abans de 1623. Aleshores es desconeix la seva història fins que va reaparèixer a la col·lecció de la branca vienesa de la família Rothschild a finals del segle xix.
Va ser confiscat a Louis Nathaniel von Rothschild immediatament després de l'annexió alemanya d'Àustria el març de 1938. Després del final de la Segona Guerra Mundial, el nou govern austríac va utilitzar la legislació que prohibeix l'exportació d'obres d'art culturalment significatives en part per pressionar els Rothschild perquè "donin" un gran nombre d'obres als museus austríacs, inclòs el llibre d'oracions, que va anar a la Biblioteca Nacional. A canvi, la família va poder exportar altres obres. Sota la pressió internacional per aquesta i disputes similars, el govern d'Àustria va retornar el llibre i altres obres d'art a la família Rothschild el 1999. El llibre es va vendre a la casa de subhastes Christie's de Londres el 8 de juliol de 1999 per 8.580.000 lliures (aleshores 13.400.000 dòlars), mantenint encara el preu de subhasta rècord mundial per a un manuscrit il·luminat. El llibre d'oracions es va tornar a posar a la venda a Christie's, Nova York, el 29 de gener de 2014, i va aconseguir 8.195.783 £.
El licitador va romandre anònim fins al setembre de 2014, quan al programa de televisió australià Sunday Night es va revelar que Kerry Stokes, un empresari australià, multimilionari i propietari de la xarxa Seven que emet Sunday Night, l'havia comprat. El Prayerbook forma part de la col·lecció de Stokes a Perth, Austràlia i va ser cedit a la Biblioteca Nacional d'Austràlia a Canberra per a la seva exhibició.
S'ha publicat un facsímil complet: E. Trenkier, Rothschild Gebetbuch: facsímil und comentarium, Codices Selecti, 67 (Graz, 1979).

## Galeria

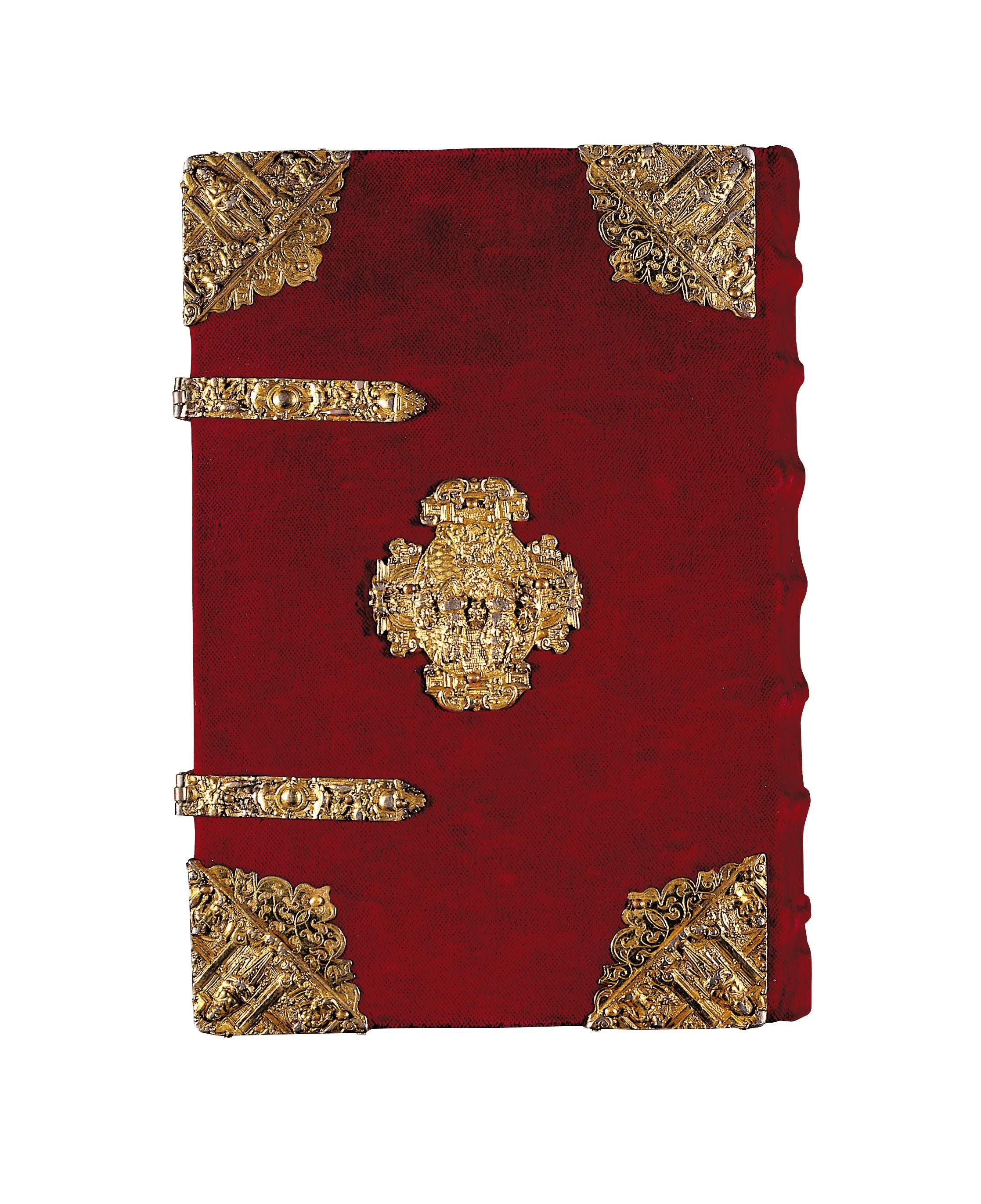
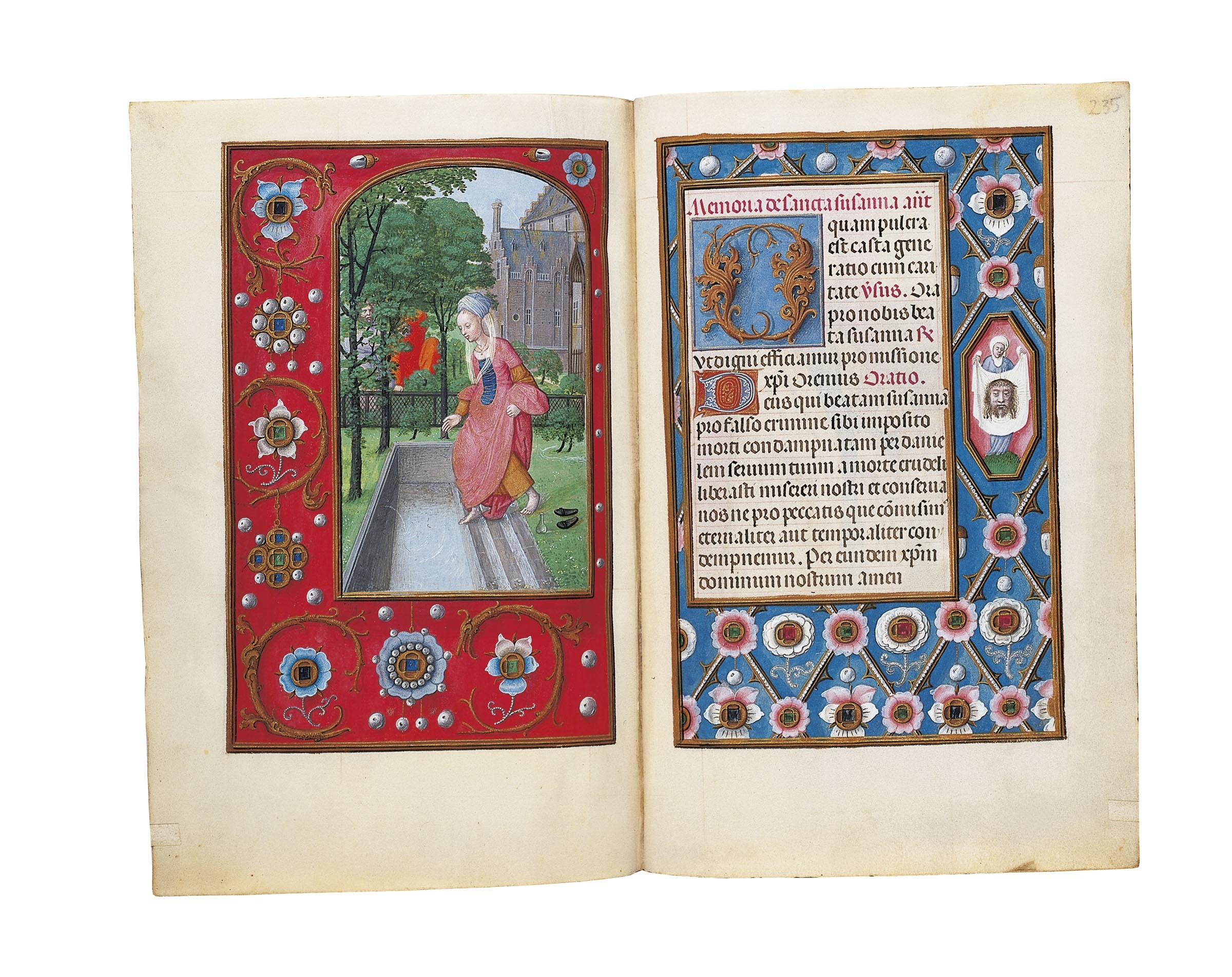
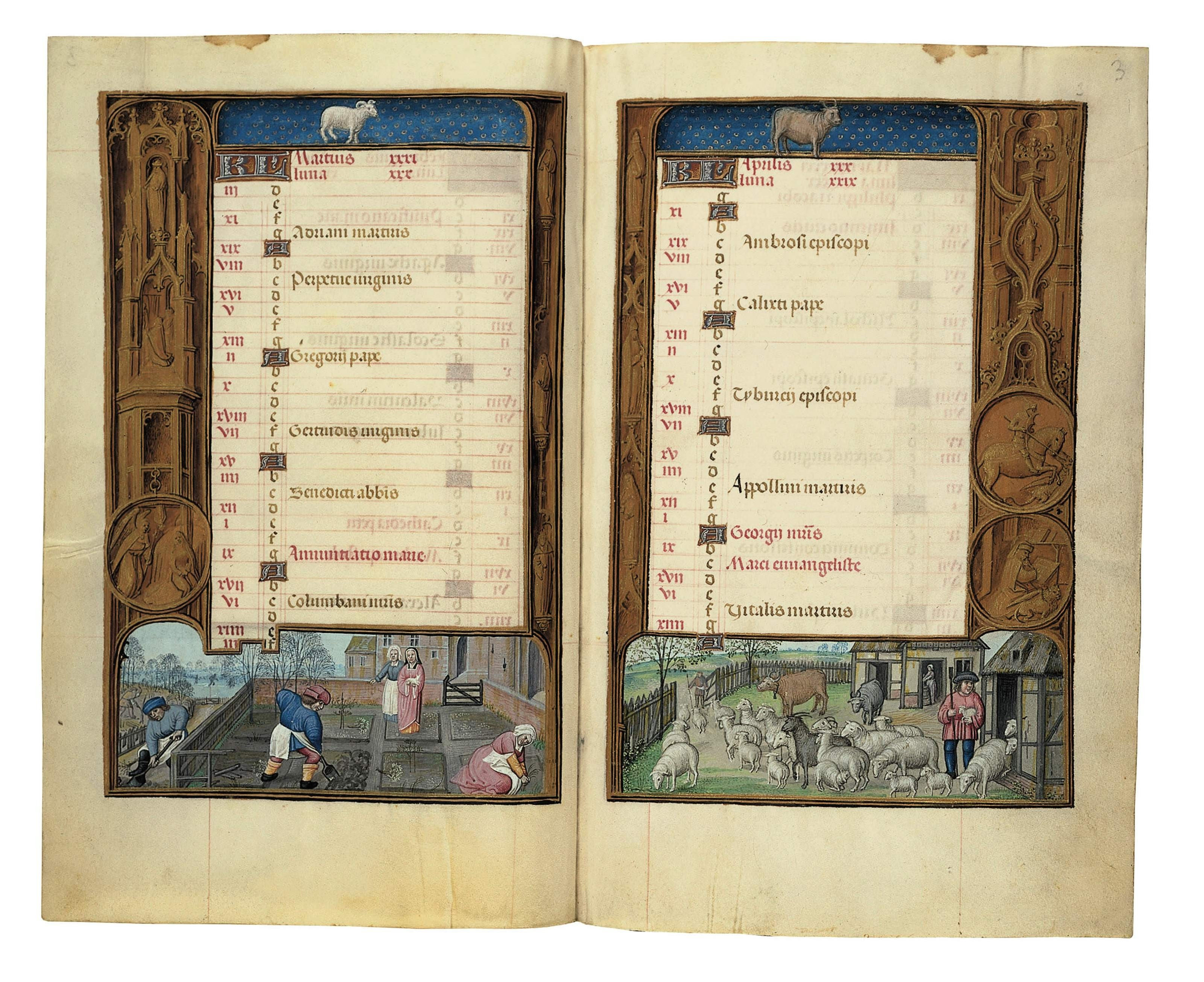
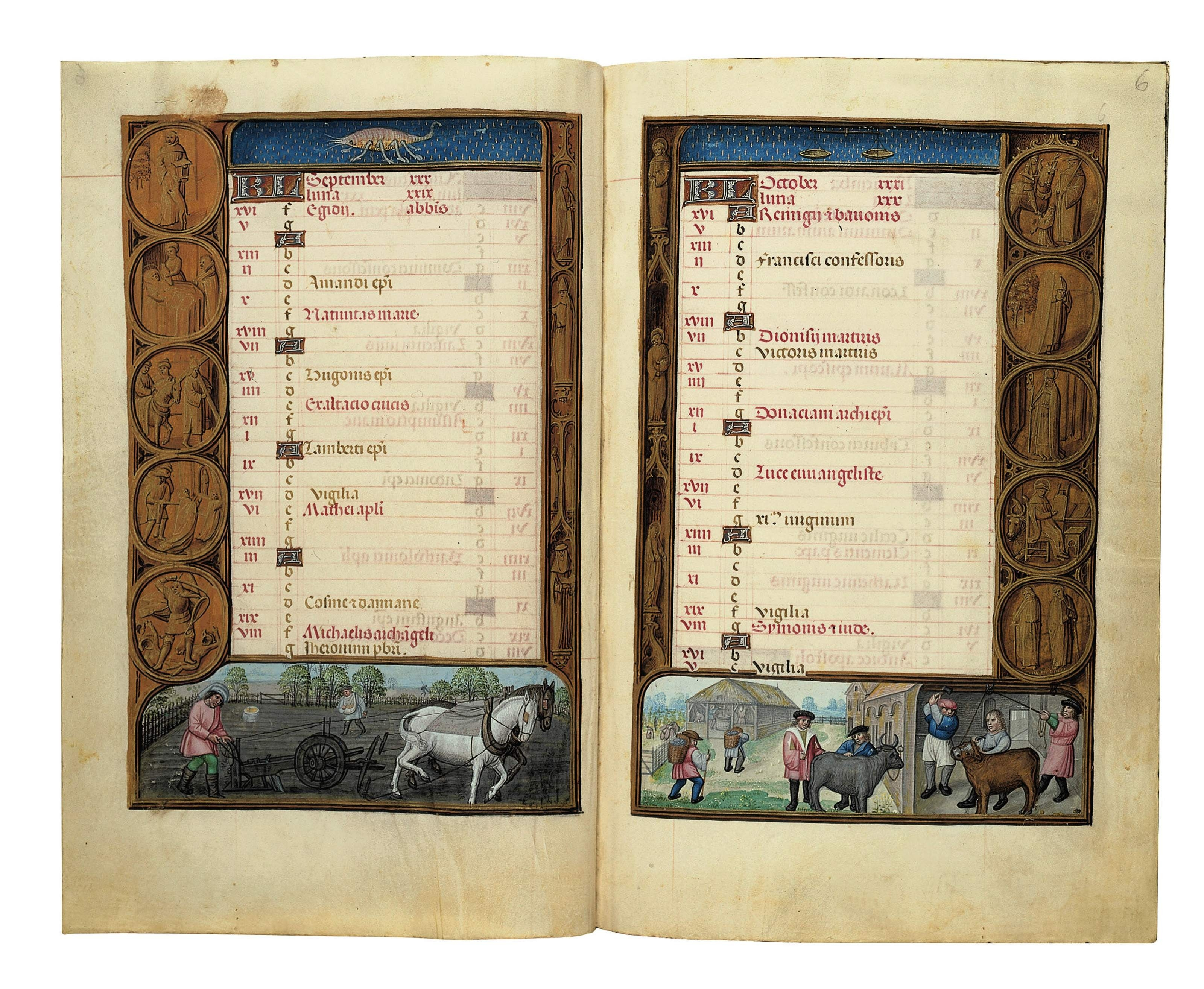
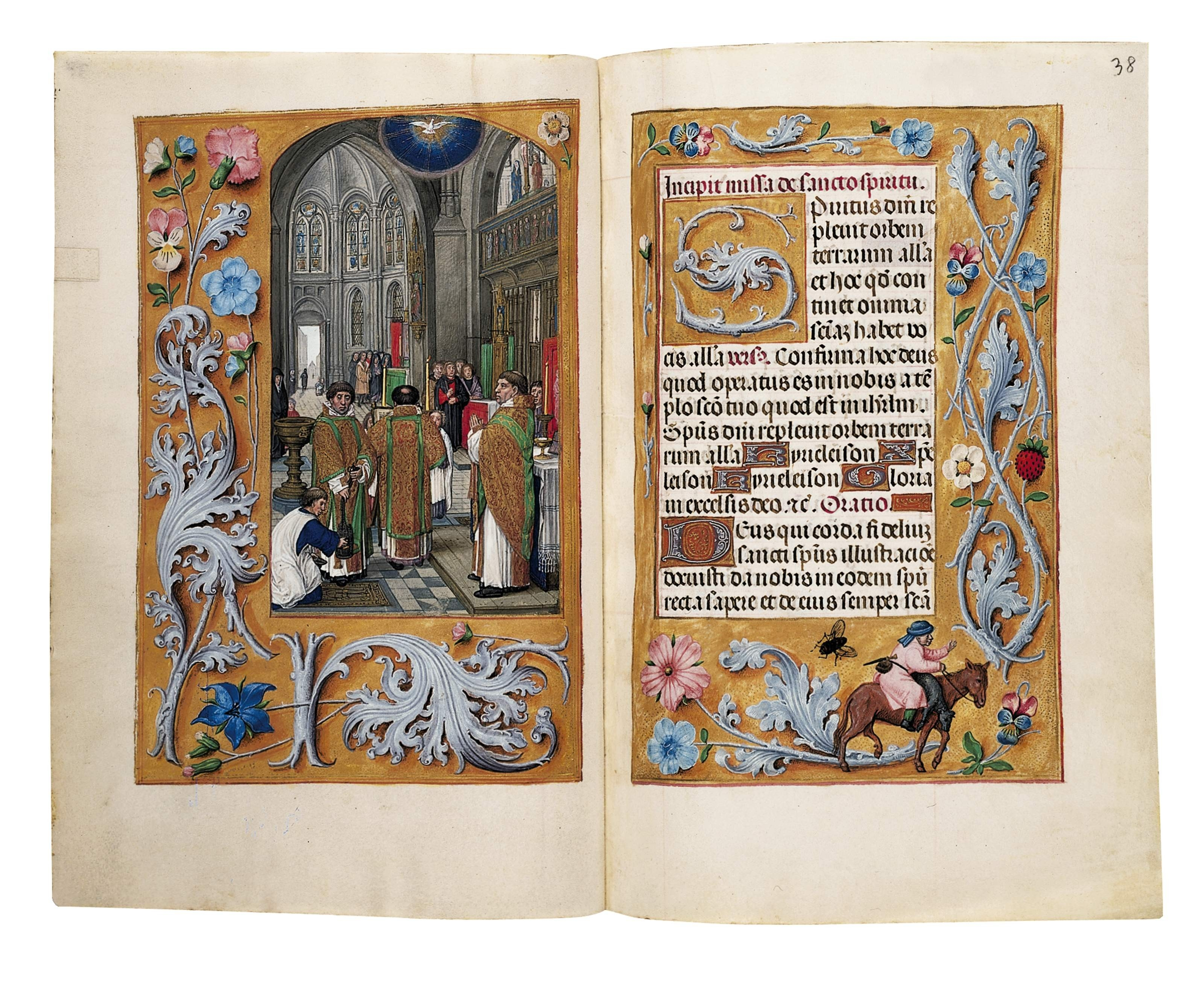
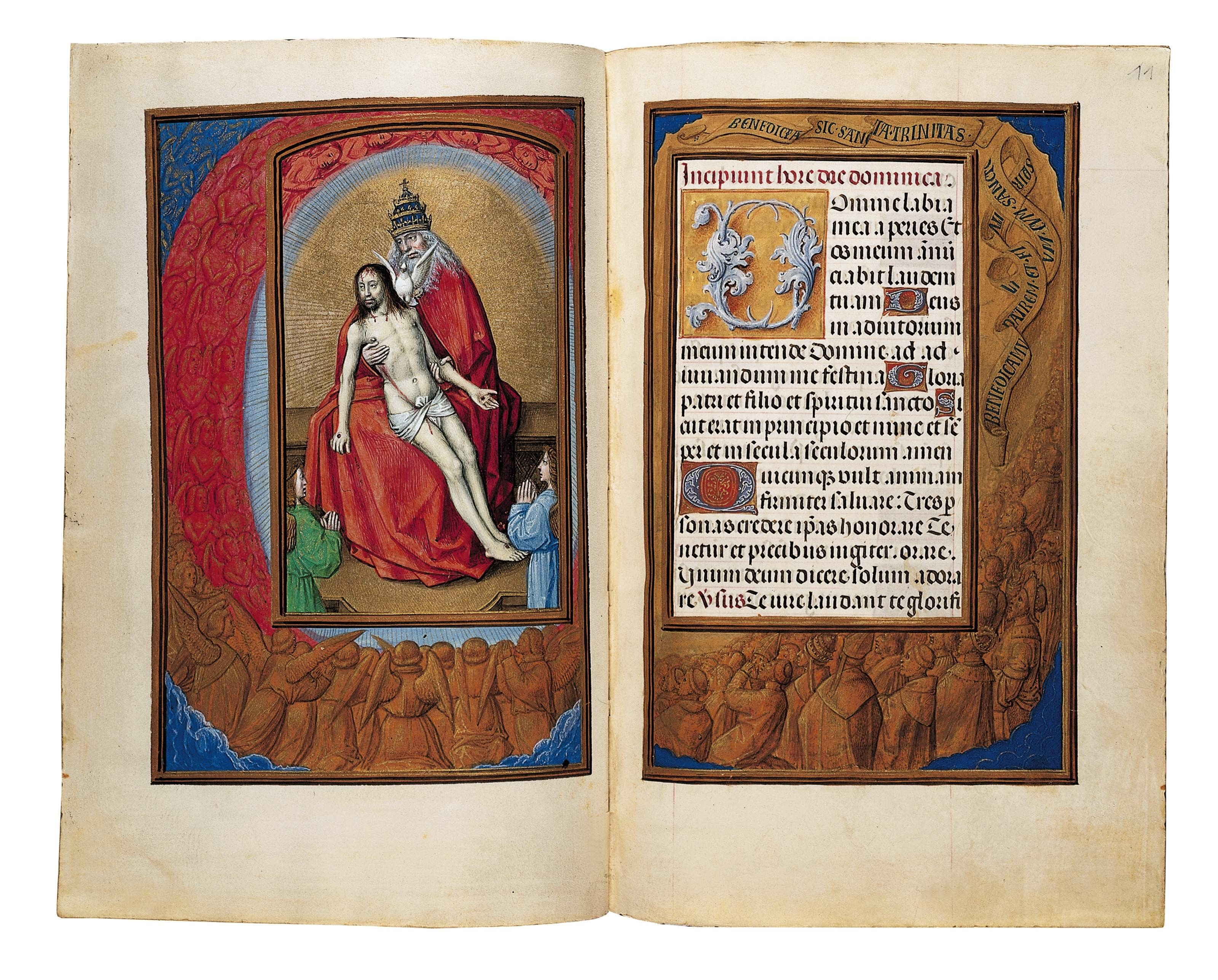
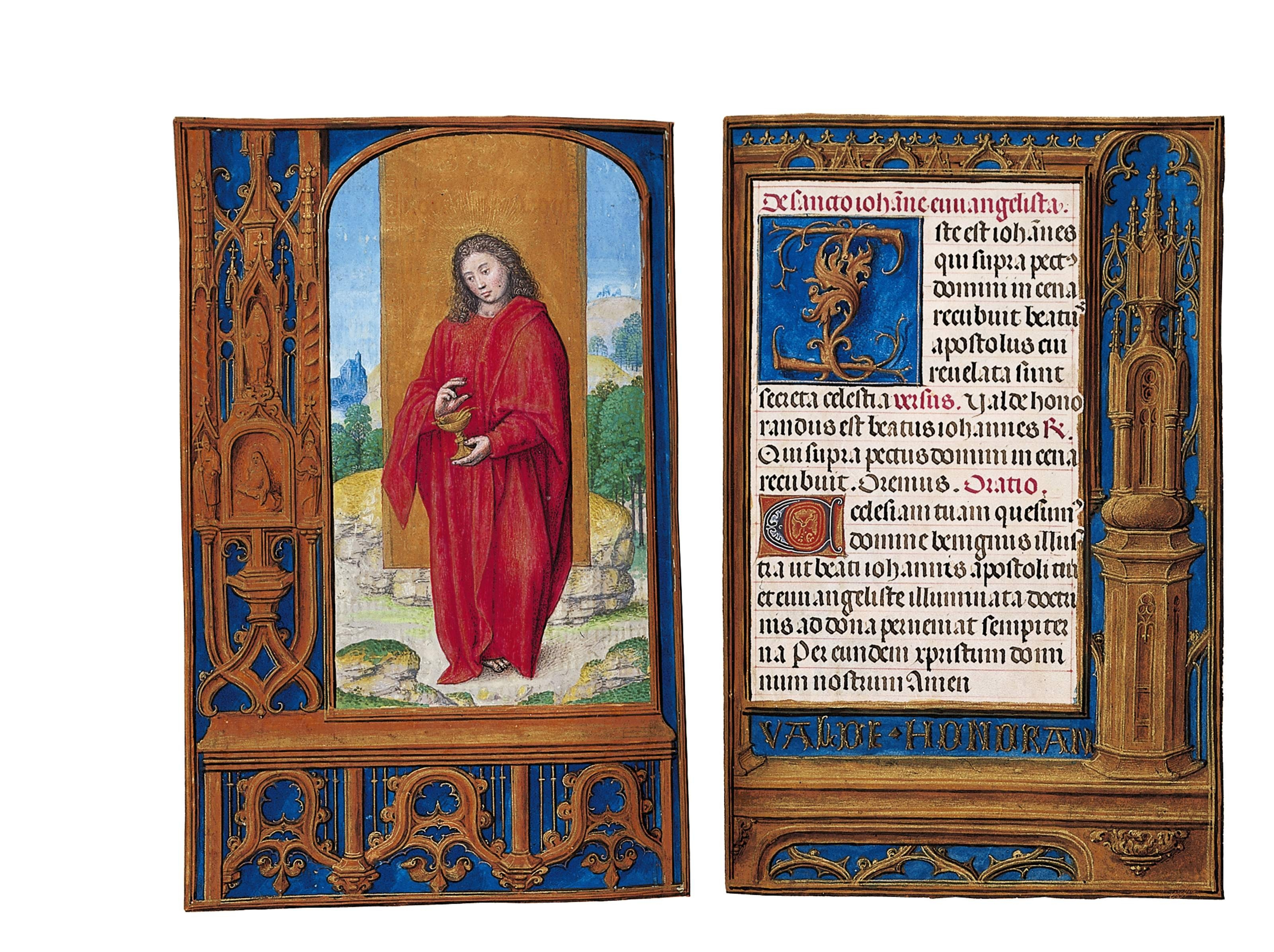
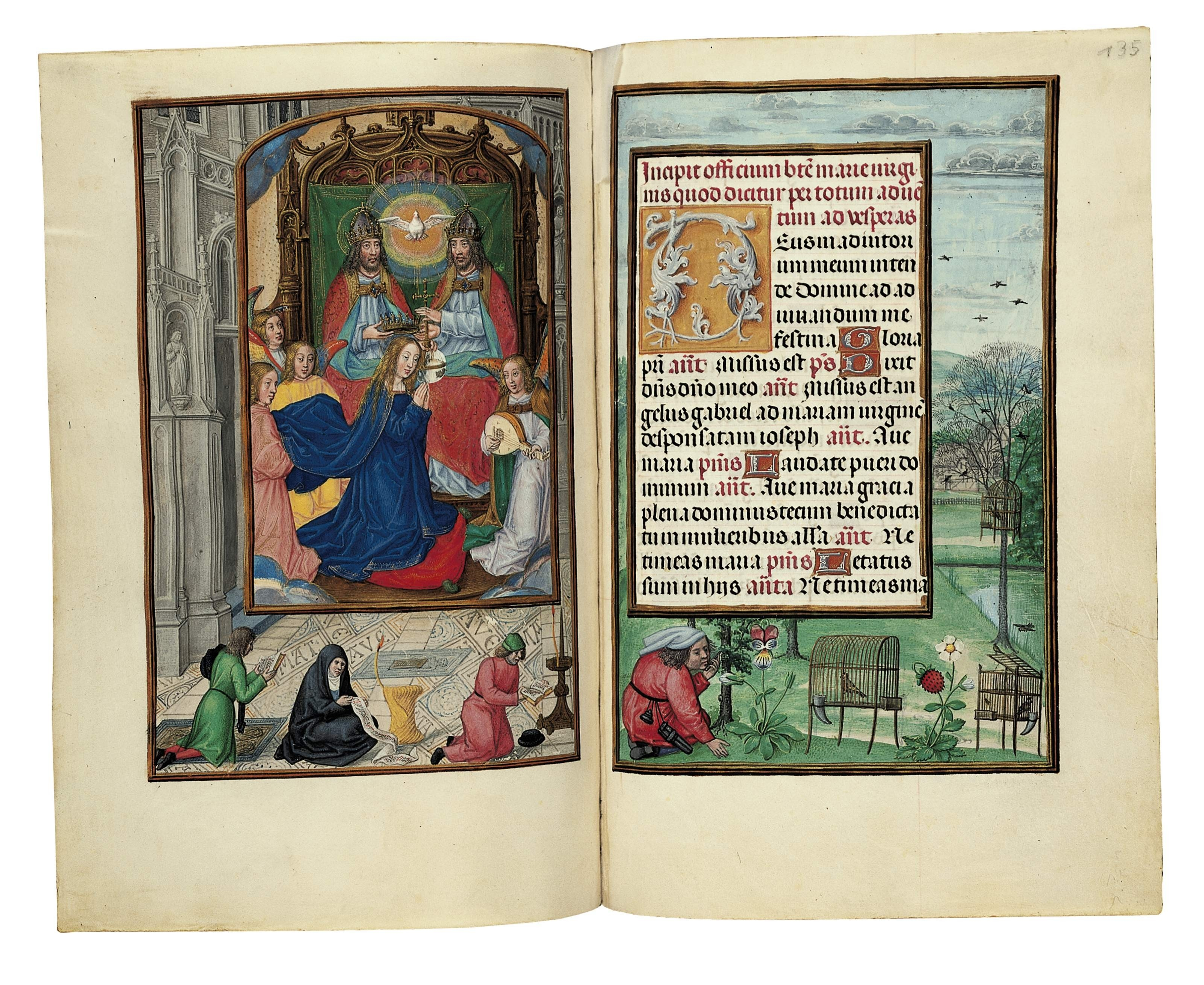
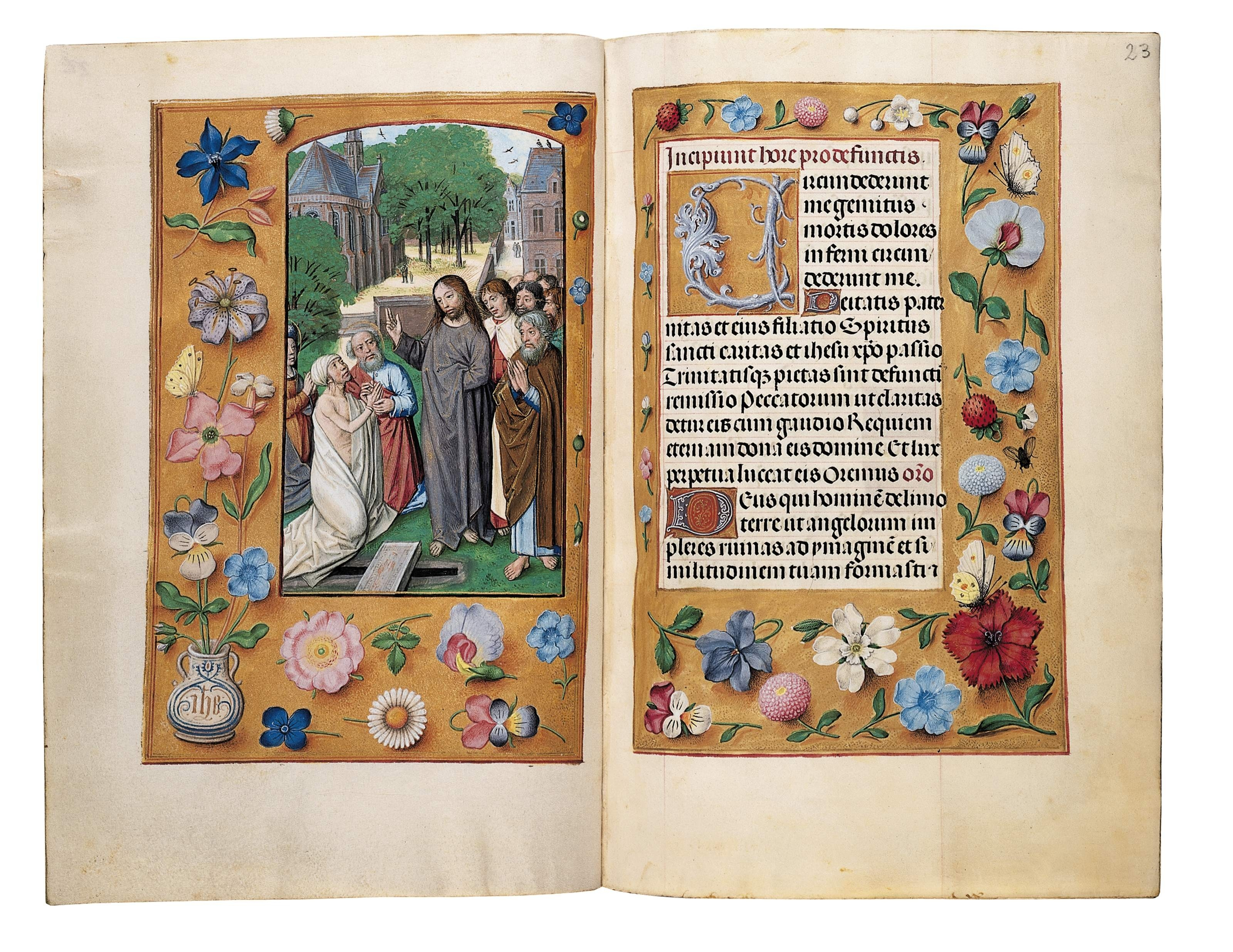
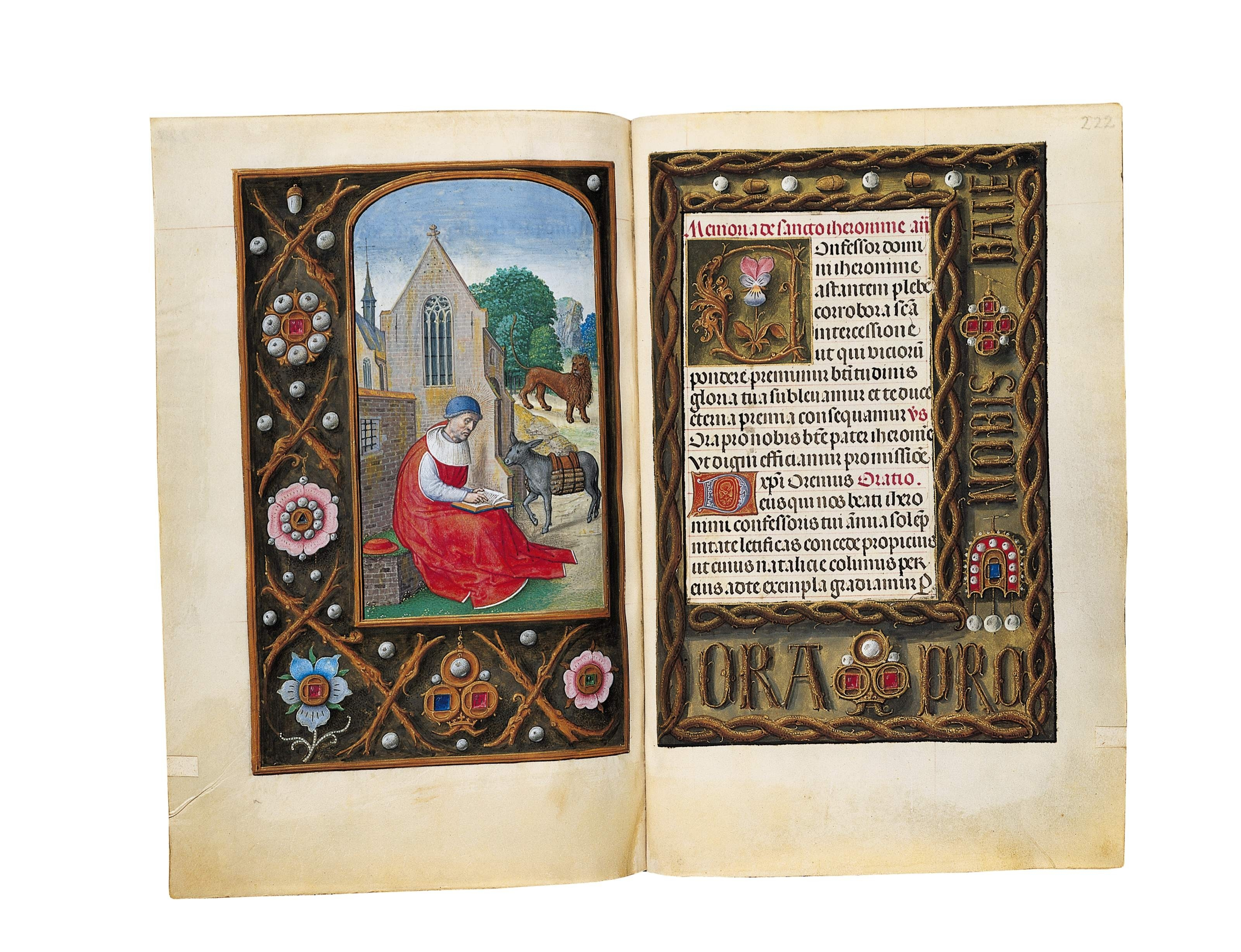
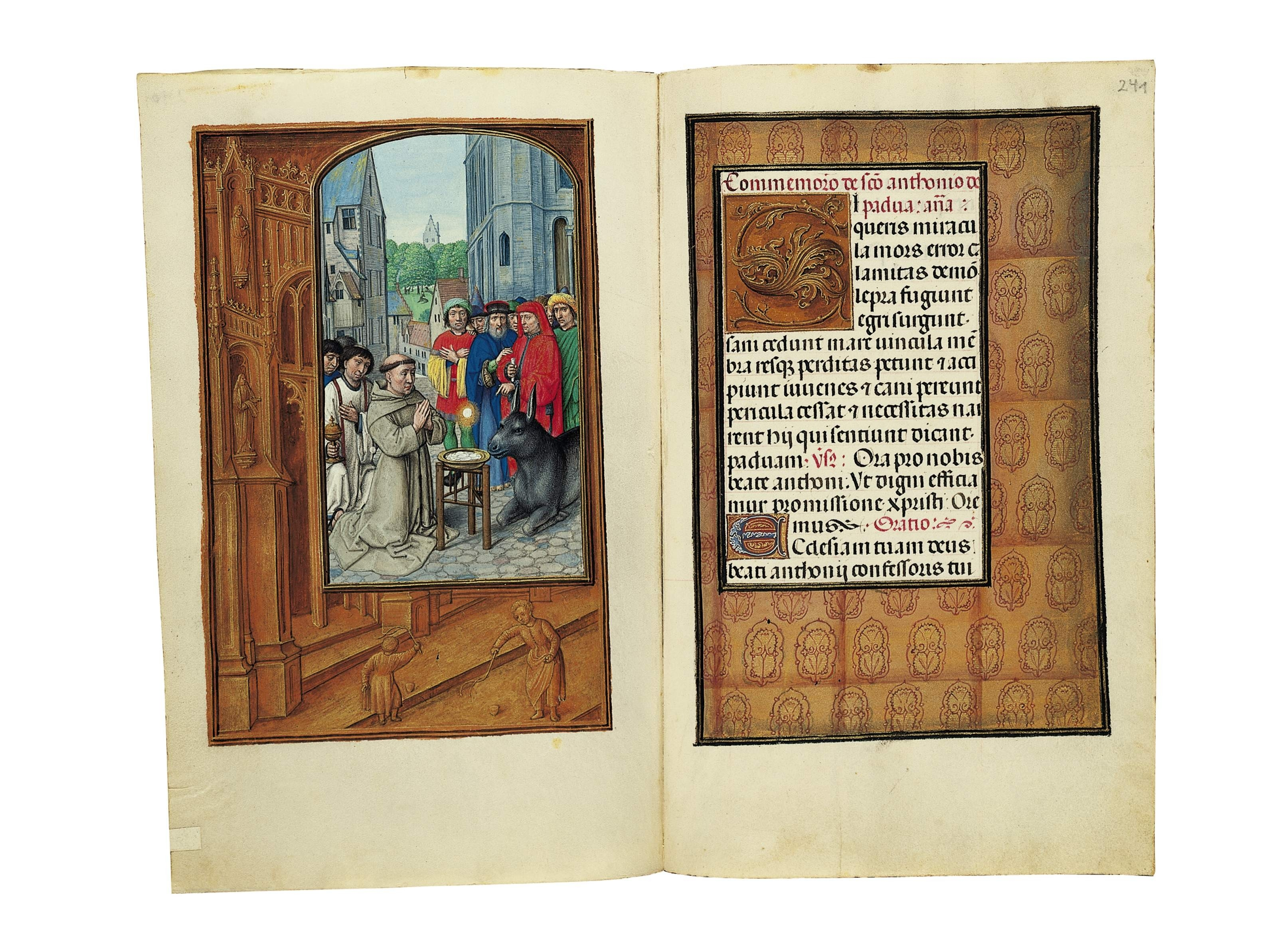
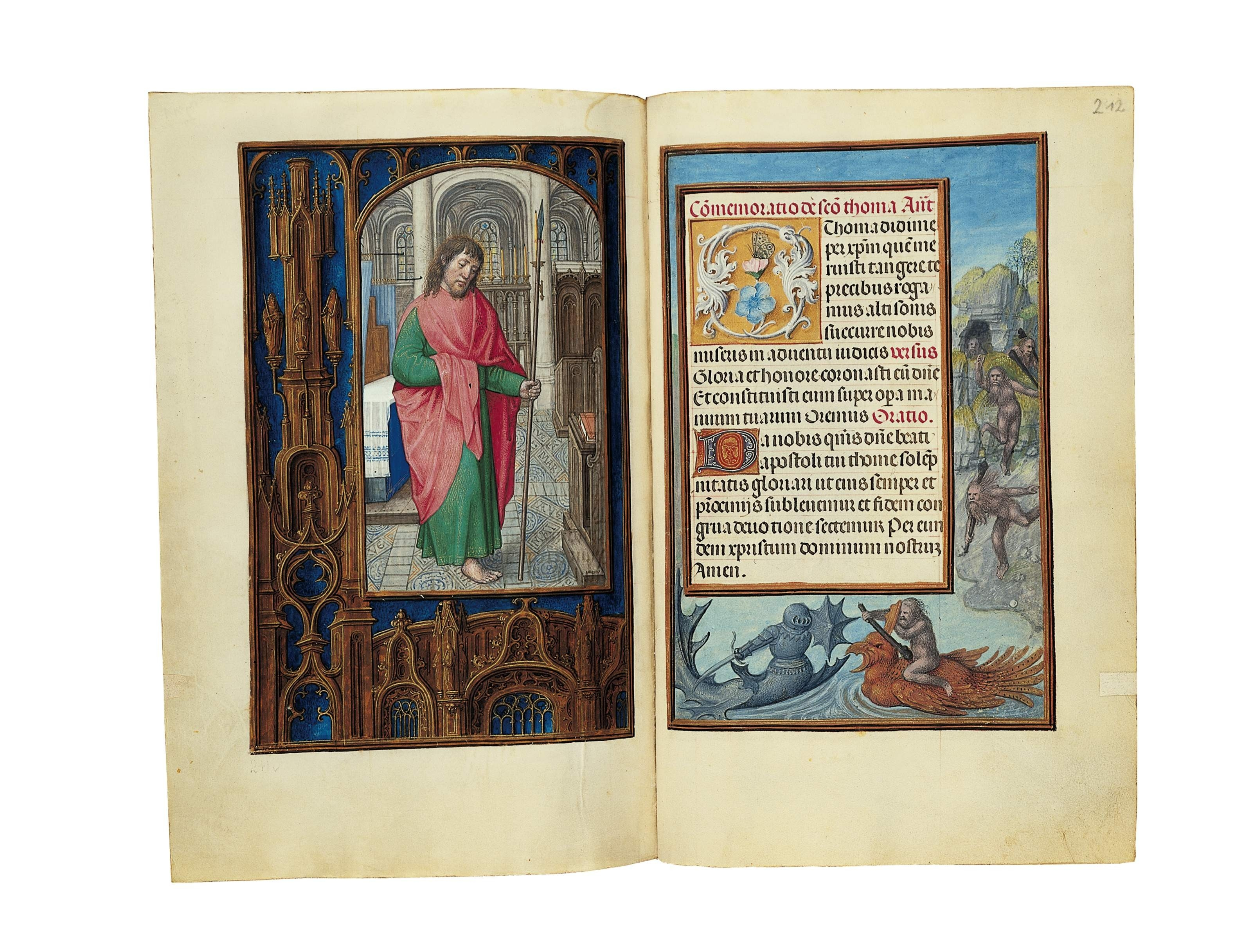
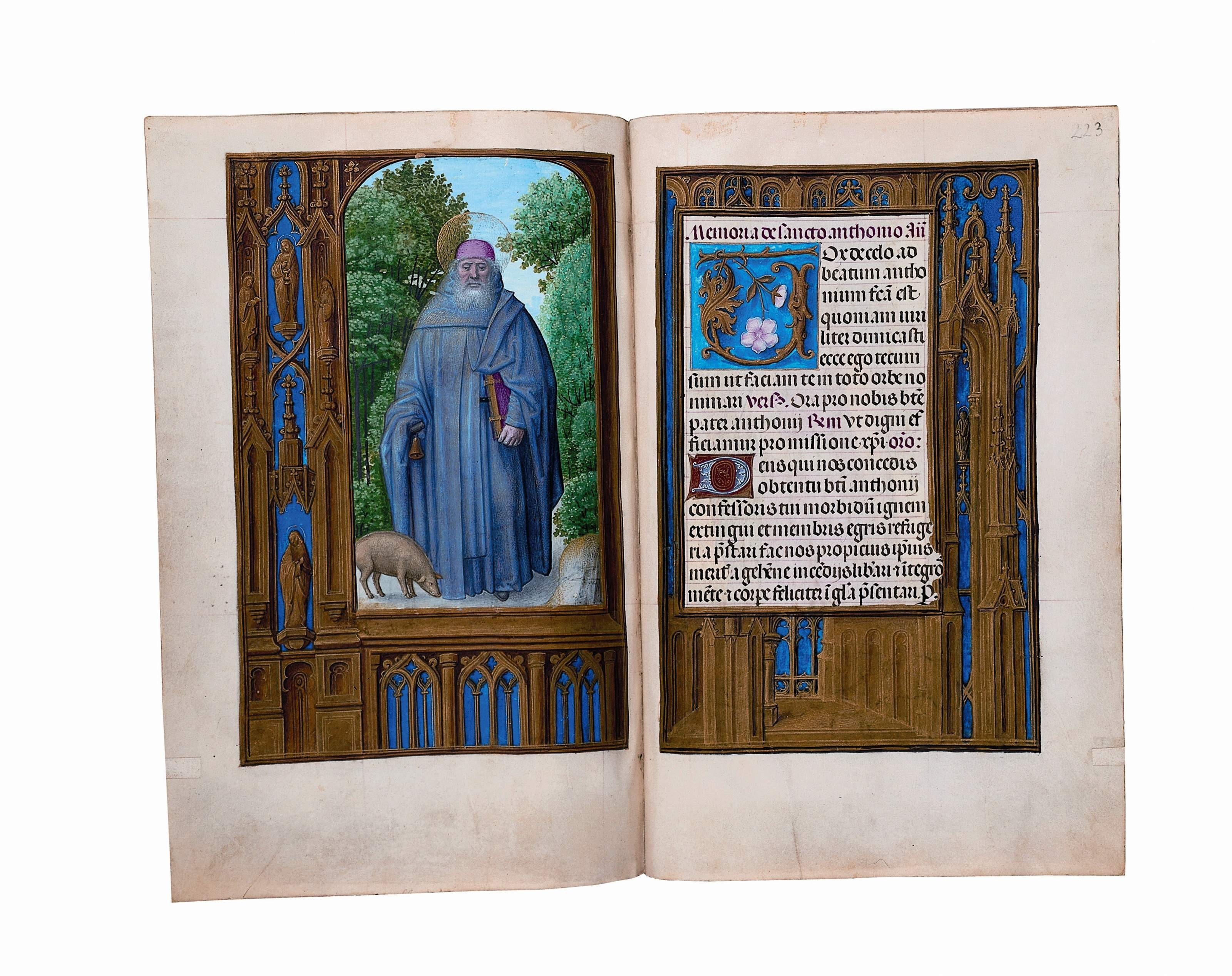
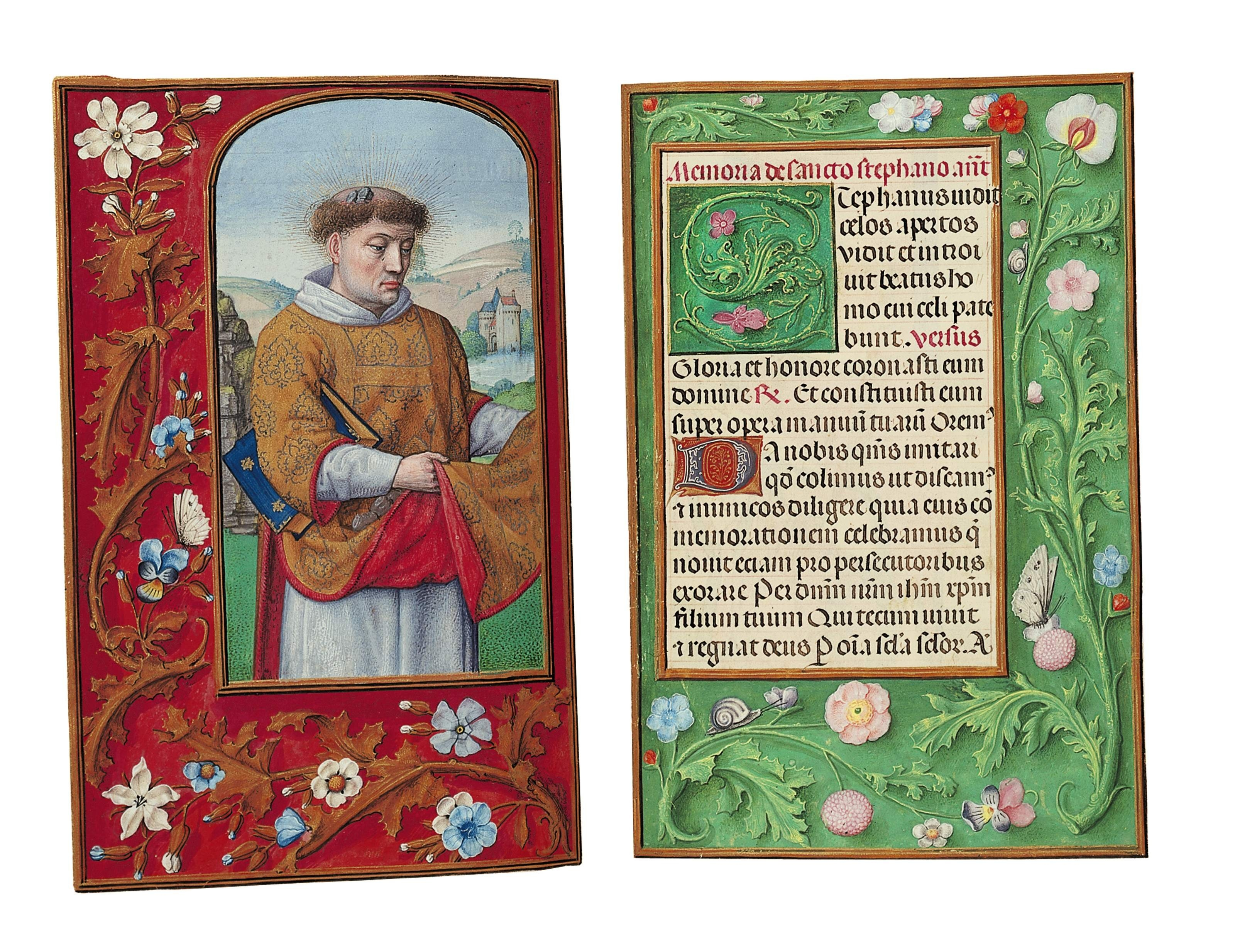
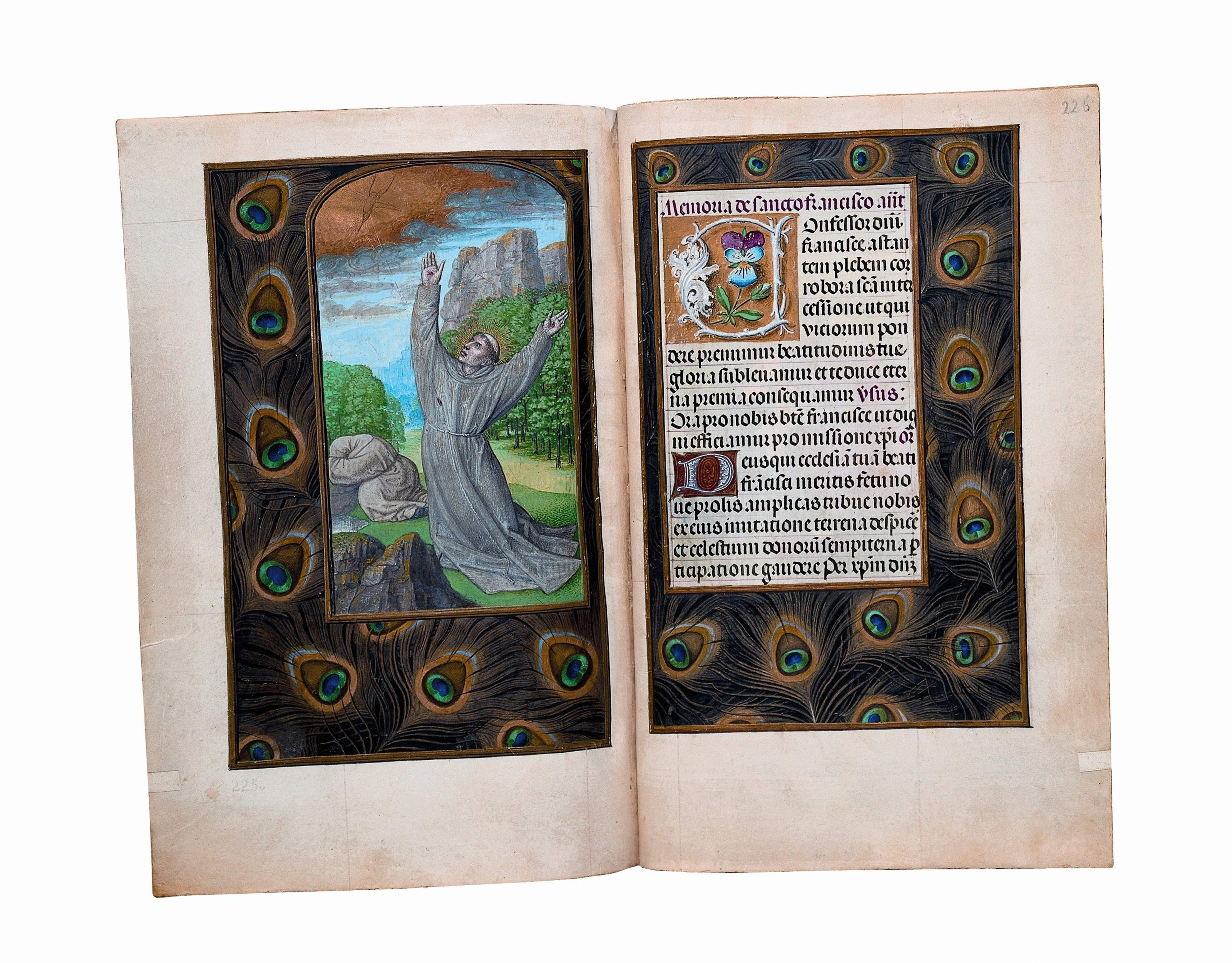
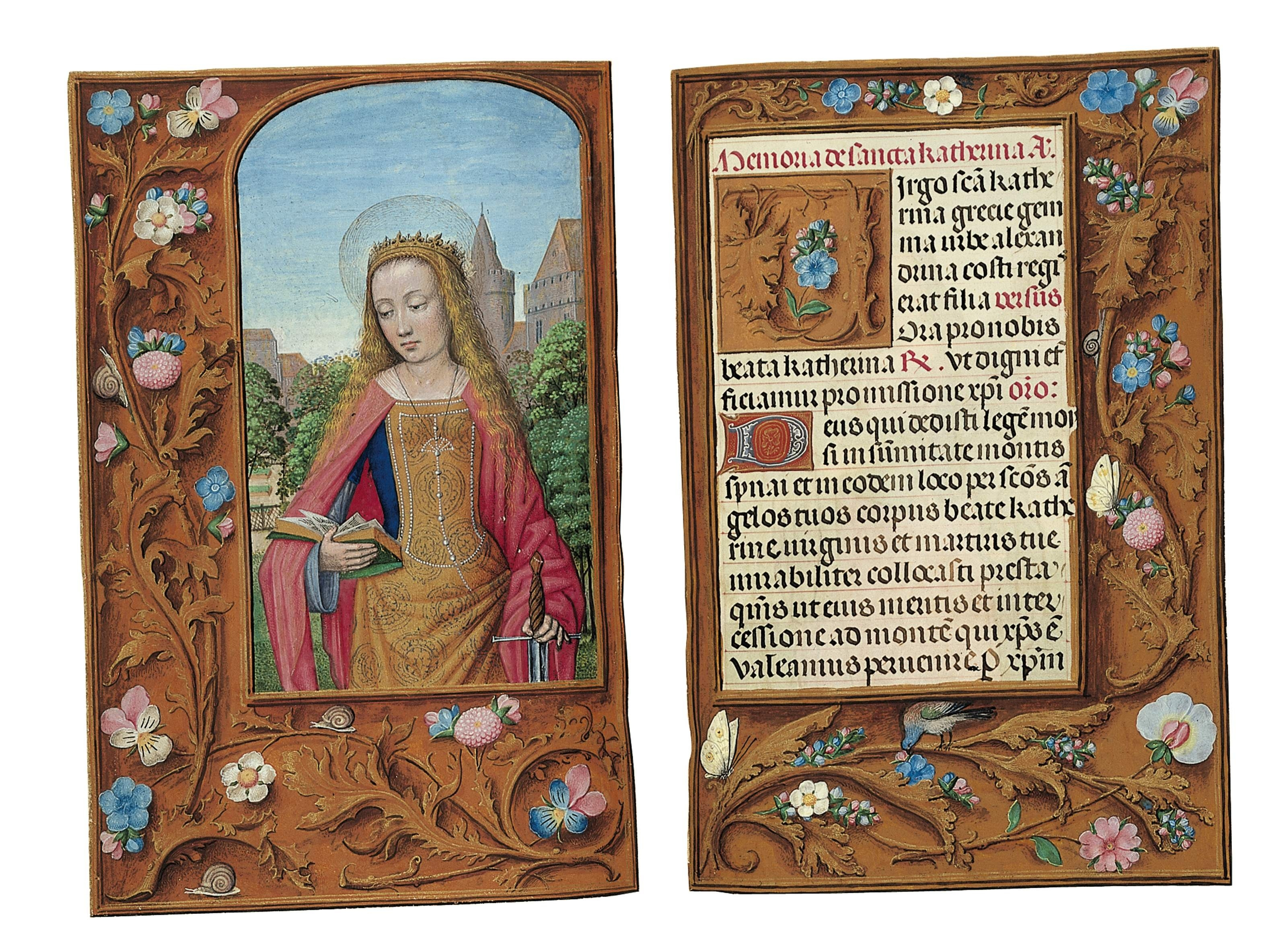
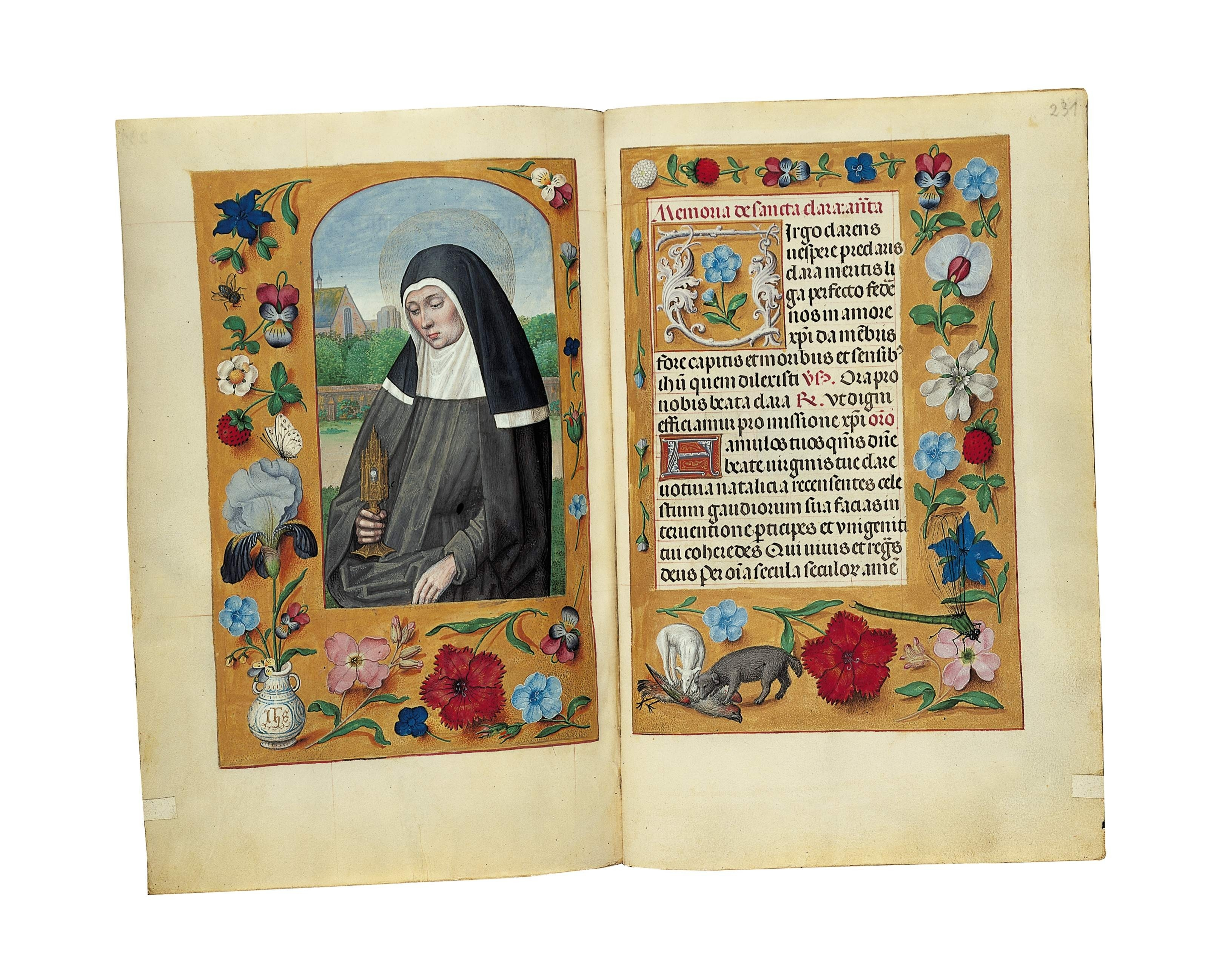
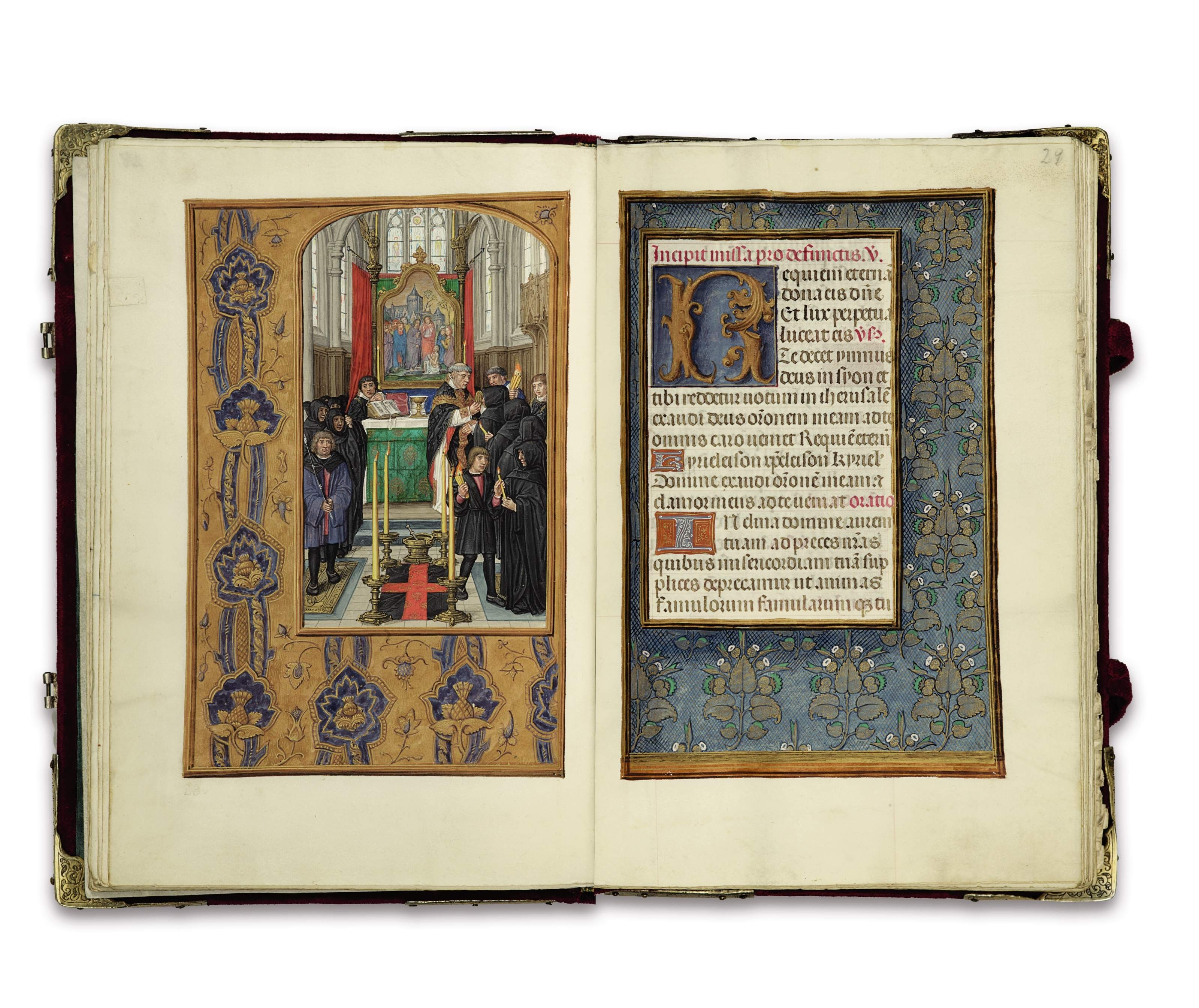
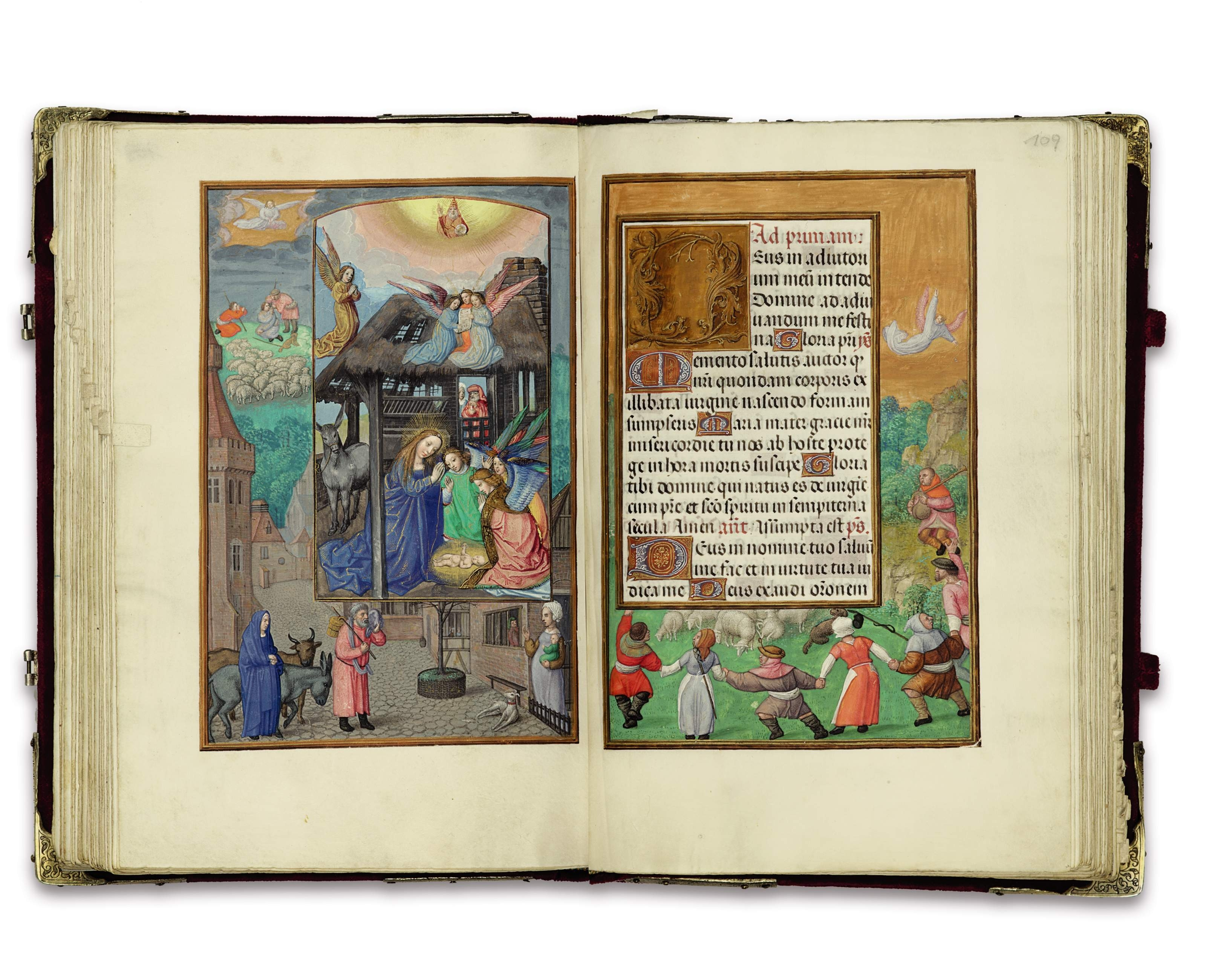
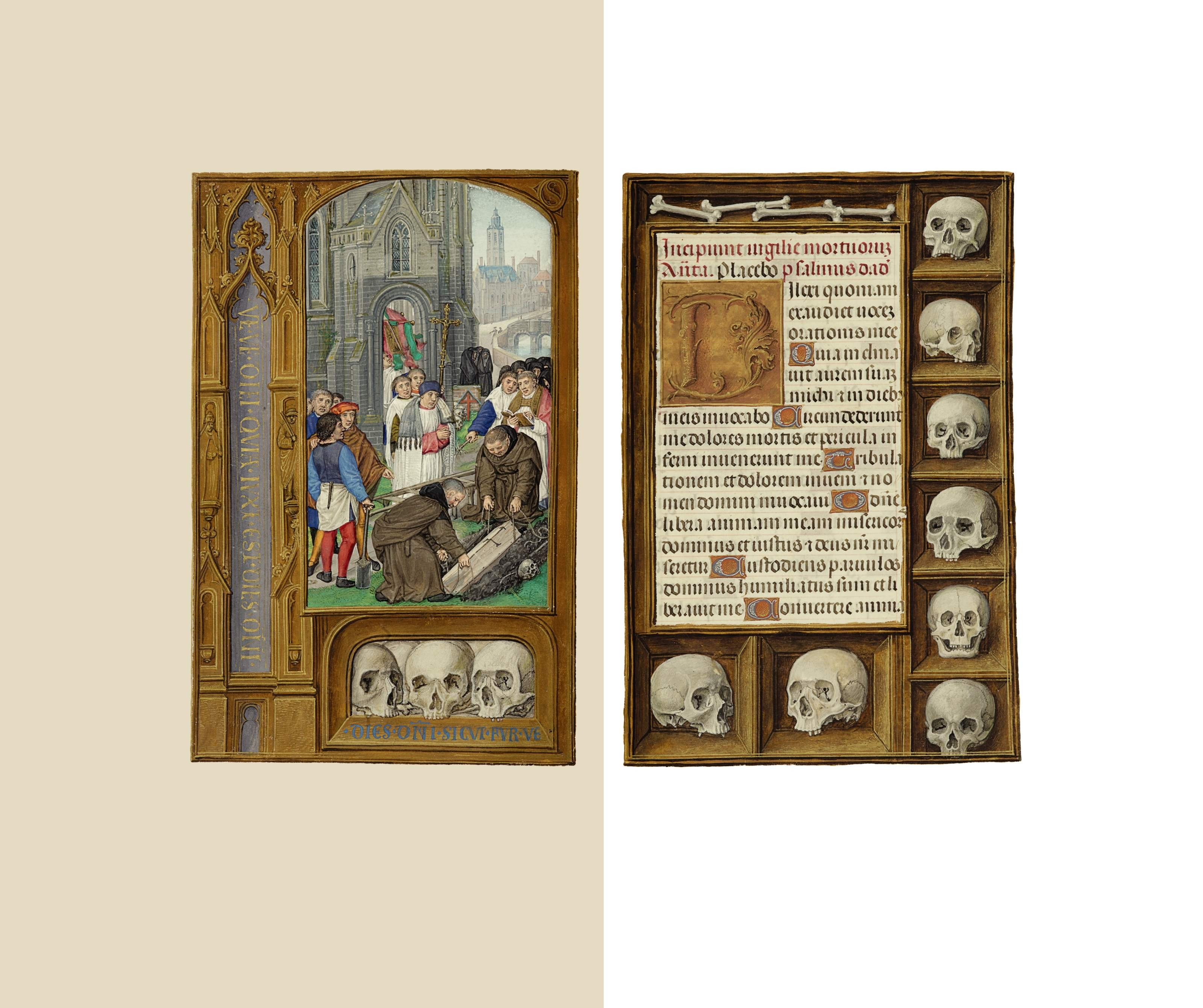
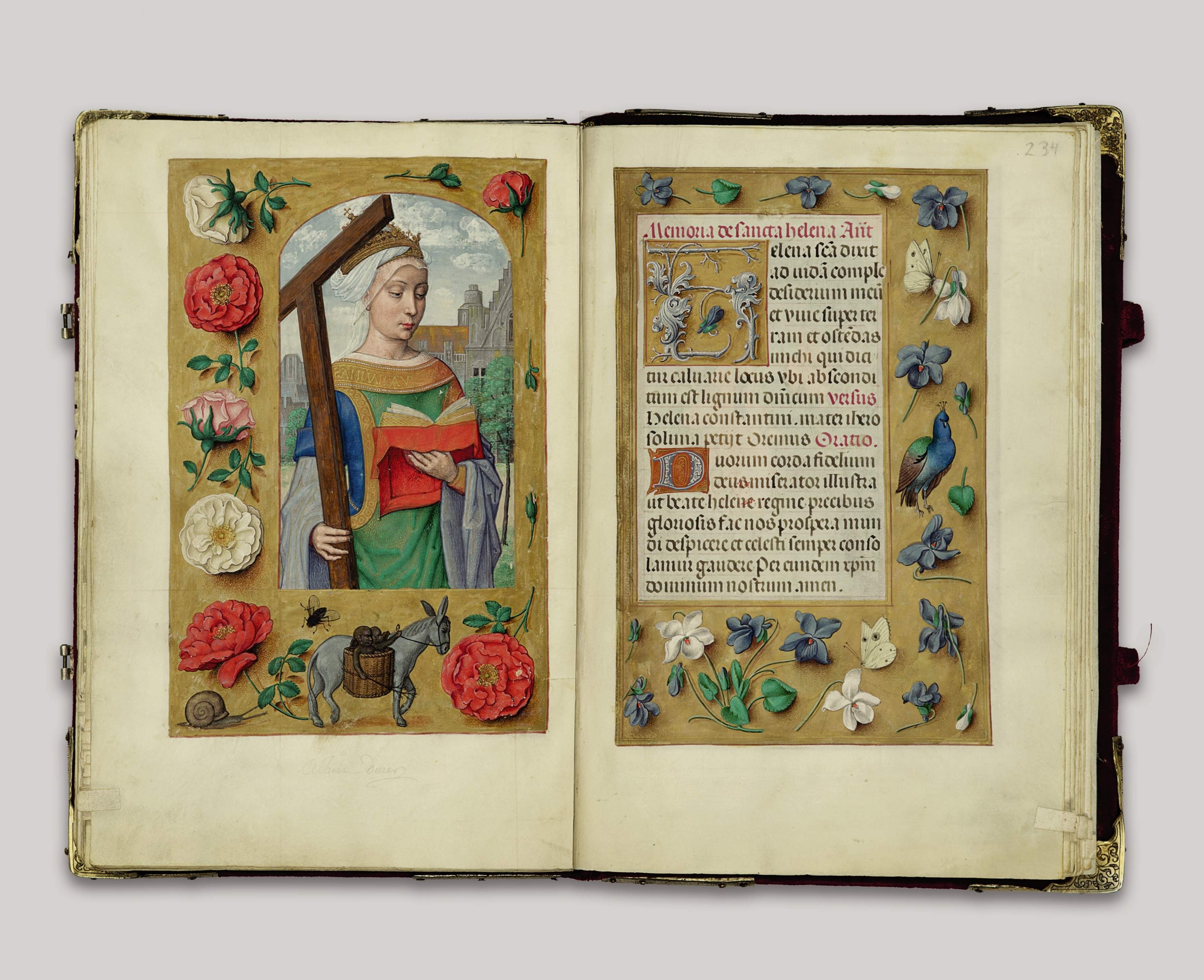
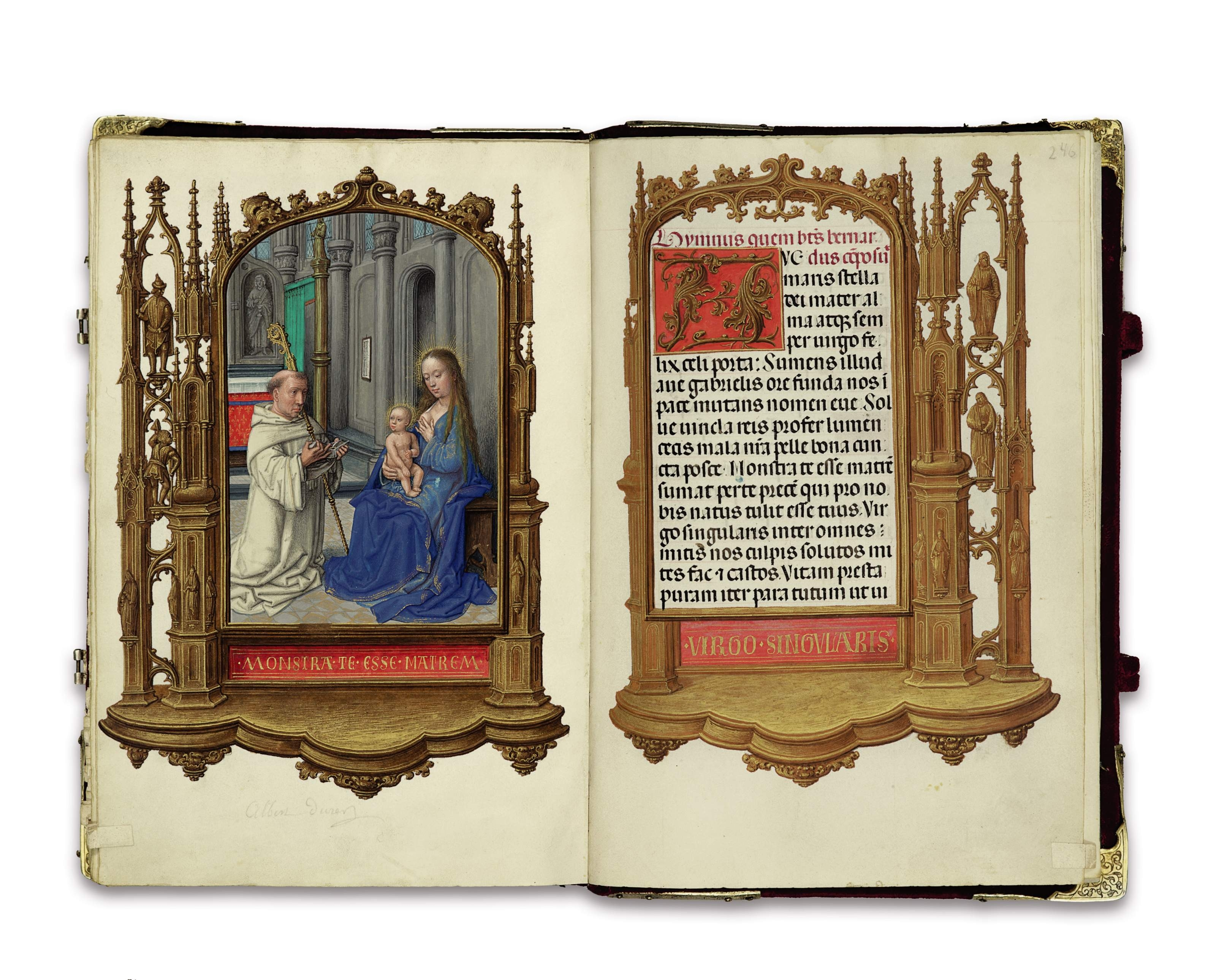
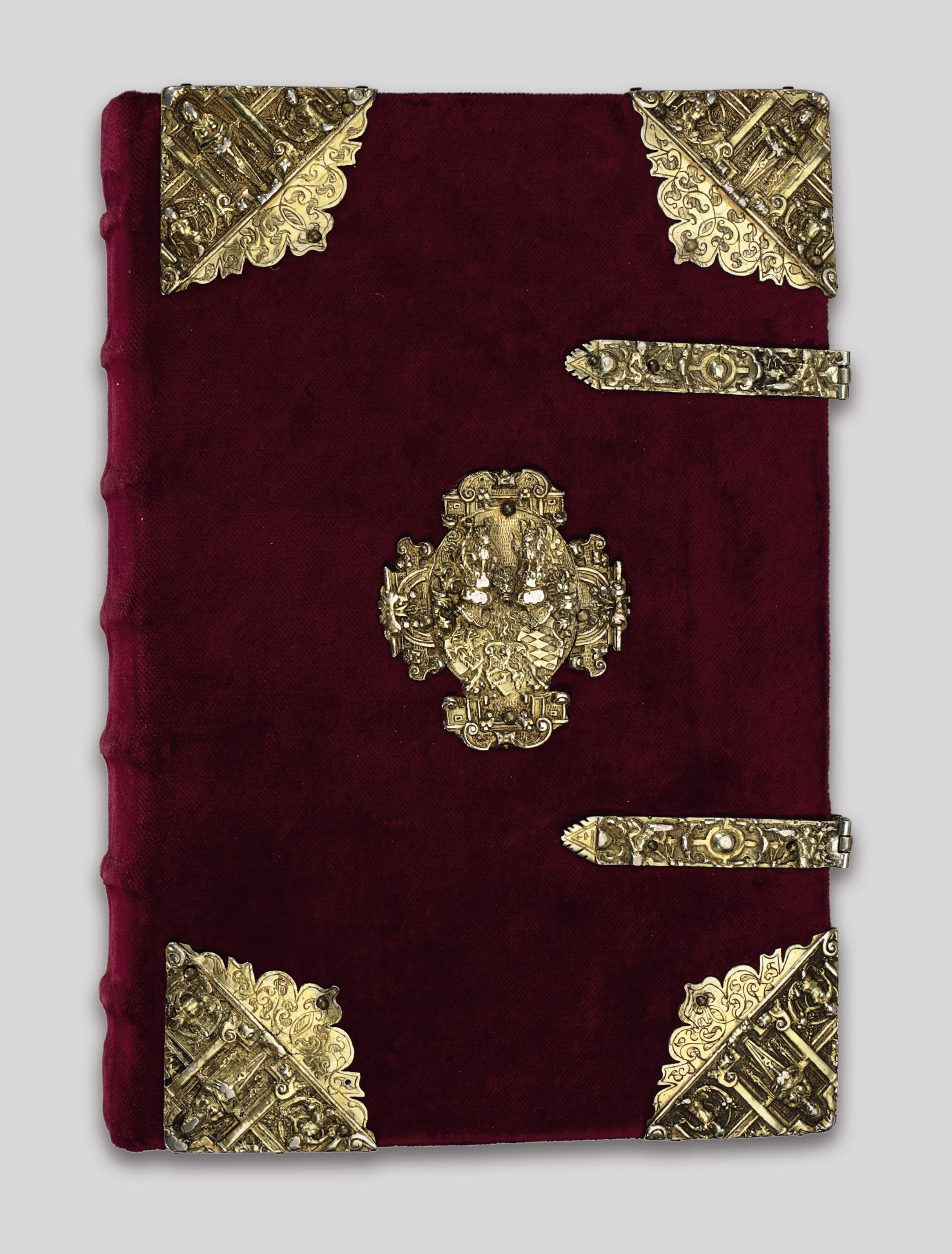